# Fuerte Sint Michiel
El Fuerte San Miguel o Fuerte Sint Michiel (en neerlandés: Fort Sint Michiel) es el nombre que recibe uno de los ocho fuertes en la isla de Curazao, un territorio que tiene el estatus de país autónomo del Reino de los Países Bajos.
La Fortaleza se encuentra en el pueblo del mismo nombre (Sint Michiel o San Miguel). Se encuentra cerca de la entrada a la bahía de Saliña San Miguel en la orilla sur y probablemente fue construido en 1701. Junto con la misma batería de artillería en el lado norte tenía como función principal servir como protección de la entrada a la bahía.